# Easy Livin’
«Easy Livin’» — песня Uriah Heep, композиция клавишника и вокалиста Кена Хенсли, впервые изданная в 1972 году на четвёртом студийном альбоме группы Demons and Wizards (Bronze/Mercury).
«Easy Livin’» была выпущена синглом во многих странах мира. Она стала третьим по счету синглом группы в Великобритании (Bronze WIP 6140, «Why» на обороте), пятым в Германии и шестым в США (Mercury 73307, «All My Life» на обороте). Именно американский релиз стал первым хитом группы, поднявшись до #39 в Billboard Hot 100.
Песня «Easy Livin’», изначально написанная Хенсли в расчёте на сценическую харизму фронтмена Дэвида Байрона, стала одним из популярнейших номеров в концертном репертуаре Uriah Heep. Музыкальный критик Дэйв Томпсон, отмечая родственность композиции (особенно в «дикой схватке клавишных Кена Хенсли и гитары Мика Бокса, по которым неспешно проезжается вокал Дэвида Байрона») с аранжировками ближайших конкурентов группы, Deep Purple, называет песню «ошеломляюще краткой» («всего две с половиной минуты, но этому яростному исполнению большего и не требуется»). Рецензент AllMusic отмечал, что даже концертные исполнения песни (как например то, что вошло в Uriah Heep Live год спустя) не превышают трёх минут, но и они «оставляют аудиторию обессиленной».
В 1979 году в СССР кавер-версия песни в исполнении ВИА «Акварели» (сохранившей хард-роковое звучание первоисточника) была издана на её альбоме «Солнечный луч в моём сердце» (С60—12731-2) среди ряда других англоязычных перепевок, в противовес сложившейся в 1970-е годы традиции исполнять зарубежный репертуар с оригинальным русским текстом. Но название песне дали русское: «Такова жизнь».
Предположение, что переделанную версию «Easy Livin’» можно услышать в конце 11 выпуска мультсериала «Ну, погоди!», где действие происходит в цирке, неверно. Там использована композиция Джеймса Ласта «Coming closer», которая была записана оркестром Джеймса Ласта в едином блоке-попурри с танцевальной обработкой «Easy Livin’», и переход одной композиции в другую не сразу заметен, поэтому многие принимали «Coming closer» за продолжение «Easy Livin’».
В художественном фильме «Горожане» (СССР, 1975) на 56 минуте таксист (Н. Крючков), чтобы не слушать выяснение семейных отношений своих пассажиров, включает радио, где играет оркестровка Джеймса Ласта.

## Участники записи
- Мик Бокс — гитара
- Ли Керслейк — ударные
- Гэри Тэйн — бас-гитара
- Кен Хенсли — клавишные
- Дэвид Байрон — вокал[9]

## Издания

### Альбомы и сборники Uriah Heep (избранное)
- 1972 Demons and Wizards — 2:37 Bronze Records
- 1973 Uriah Heep Live — Mercury Records
- 1976 The Best of Uriah Heep — 2:36 Mercury
- 1985 The Best of Uriah Heep — 2:37 Ariola
- 1987 Live in Europe 1979 — [Japan] BMG
- 1987 Live in Europe 1979 — 3:32 Sanctuary
- 1988 Lady in Black [France] — 2:36 Castle Music Ltd.
- 1988 Live in Moscow — 3:25 Castle
- 1989 The Collection — 2:39 Castle Music Ltd.
- 1994 Still 'eavy Still Proud — 3:10 Castle Music Ltd.
- 1995 Lady in Black — Pinnacle
- 1995 Platinum: The Ultimate Collection — 2:37 EMI Music Distribution
- 1996 Greatest Hits — 2:37 Castle Music Ltd
- 1996 Live January 1973 — 3:24 Castle Music Ltd.
- 1996 The Best of…Pt. 1 — 2:37 Castle Music Ltd.
- 1996 The Very Best of Uriah Heep — 3:30 Sanctuary
- 1996 Uriah Heep Live — 2:49 Castle Music Ltd.
- 1996 Uriah Heep Live — 3:00 Mercury
- 1998 Classic Heep: An Anthology — 2:35 Mercury
- 1998 The Best of…Pt. 2 — 3:25 Sanctuary
- 1999 Class Reunion: The Greatest Hits of 1972 — 2:37 Polymedia
- 1999 The Best of…Pts. 1-2 — 2:37 BMG
- 1999 Spellbinder 3:03 Steamhammer Records
- 1999 Travellers in Time: Anthology, Vol. 1 — 2:39 Castle Music Ltd.[10]

### Компиляции Various Artists (избранное)
- 1992 Sounds of the Seventies: Seventies Generation 2:37 Time/Life Music
- 1994 Hard Rock Essentials: 1970’s Rebound Records
- 1994 Impossible Concert 2:43 Alex
- 1994 Rocktastic 2:34 Castle Music Ltd.
- 1994 The Finest of Hard-Rock, Vol. 1 2:33 K-Tel
- 1994 The Metal Box Set 2:37 Castle Music Ltd.
- 1995 Baby Boomer Classics: Electric Seventies 2:35 JCI
- 1995 Great Britons, Vol. 2 Special Music
- 1995 Highway Rockin': 70’s Roc 4:17 Arsenal Records
- 1995 Live: The 70s 2:44 JCI Associated Labels
- 1995 Metal Mania 3:06 Griffin
- 1996 A Time of Revelation 2:36 Essential Records
- 1997 Best of Disco Rock Classics ZYX Music
- 1997 Easyriders, Vol. 2 2:35 Thump Records
- 1997 King Biscuit Flower Hour Presents In Concert 4:41 King Biscuit Entertainment
- 1998 100 % Rock Target Records
- 1998 70s Heavy Hitters: Arena Rockers 1970—1974 2:38 K-Tel Distribution
- 1998 Guitar Rock: Guitar Thunder 2:39 Time/Life Music
- 1998 Hard Rock 2:39 Delta Distribution
- 1998 Harley Davidson Road Songs, Vol. 2 2:39 The Right Stuff
- 1998 Highway Rockin' 2:35 Rebound Records
- 1998 Ultimate Driving Collection: Highway Rockin' 2:36 Polygram
- 1999 40 Hits: 1970—1974 2:35 Millennium Hits (Netherlands)
- 1999 Classic Rock Traxx 2:56 Center Stage Productions
- 1999 Live at Shepperton '74 4:01 Castle Music Ltd.
- 1999 Rock Giants Vol. 1 4:46 Riviere International Records
- 1999 Rockin' 70’s, Vol. 1 2:38 Madacy[10]